# Pedro Beltrán
Pedro Beltrán (Cartagena, 20 d'abril de 1927 – Madrid, 9 de març de 2007), va ser un guionista i actor espanyol. En 1988 el crític de cinema Carlos F. Heredero va escriure una biografia sobre la seva vida titulada Pedro Beltrán, la humanidad del esperpento.
El seu primer treball com a actor va ser en 1953, en la pel·lícula Bajo el cielo de España, de Miguel Contreras Torres. Des de 1956, col·laborà amb el cineasta Luis García Berlanga en obres com Calabuch, El verdugo, La vaquilla i Patrimonio nacional.
En 1964 debutà com a guionista per la pel·lícula El extraño viaje, dirigida per Fernando Fernán Gómez. Altres treballs que va realitzar per a aquest cineasta van ser el guió i la interpretació en la minisèrie de televisió El pícaro (1974), el guió de Mambrú se fue a la guerra (1986), pel que fou nominat als Premis Goya en la seva primera edició, i actuacions en obre com El viaje a ninguna parte (1986) i Siete mil días juntos (1994).
En televisió va actuar en obres com la minisèrie Cervantes (1980), d'Alfonso Ungría i amb guió de Camilo José Cela, i en la sèrie La huella del crimen.
Arribat a Madrid en 1950, aviat va començar a freqüentar els cercles culturals de la capital espanyola. Portava un estil de vida que feia que els seus amics l'anomenessin L'últim bohemi. Un d'ells, Fernando Fernán Gómez, deia d'ell que "és un bohemi equivocat, que viu la bohèmia quan la bohèmia ja no existeix". Es va guanyar fama d'escriptor recitant poemes polítics en diversos bars, que no es va atrevir a publicar per temor a anar a la presó. Un dels locals que més freqüentava era el Café Gijón, fins al punt d'arribar a dir que “formava part del seu mobiliari”. Part dels seus poemes es van recopilar en 2002 en un llibre-disc anomenat Burro de noria, on quinze actors, entre ells Juan Diego, Agustín González, Elena Anaya, Imanol Arias, Juan Echanove i Gabino Diego posaven veu a les seves creacions.
Va ser aquest últim qui va trobar el seu cos sense vida en una pensió madrilenya el 9 de març de 2007. En el moment de la seva mort, “Perico” Beltrán passava per mals moments econòmics, però es trobava preparant un projecte pel Teatro Español.

## Filmografia
Com actor
- Bajo el cielo de España (1953), de Miguel Contreras Torres.
- Calabuch (1956), de Luis García Berlanga.
- Encuentro en la ciudad (1956) de José María Elorrieta.
- El inquilino (1957), de José Antonio Nieves Conde.
- Aquellos tiempos del cuplé (1958), de Mateo Cano.
- El hincha (1958), de José María Elorrieta.
- Quince bajo la lona (1959), d'Agustín Navarro.
- Días de feria (1960), de Rafael J. Salvia.
- La estatua (1961), de José Luis Gamboa.
- Las hijas de Helena (1963), de Mariano Ozores.
- El verdugo (1963), de Luis García Berlanga.
- El pícaro (1974), de Fernando Fernán Gómez: capítol 11. De cómo la vanidad es mala compañía para andar por caminos y posadas
- ¿Qué hace una chica como tú en un sitio como éste? (1978), de Fernando Colomo.
- Cervantes (1980), d'Alfonso Ungría.
- Patrimonio nacional (1981), de Luis García Berlanga.
- Gay Club (1981), de Tito Fernández.
- Esa cosa con plumas (1988), de Óscar Ladoire.
- Siete mil días juntos (1994), de Fernando Fernán Gómez.
- Pintadas (1996), de Juan Estelrich Jr.

Com a guionista
- El momento de la verdad ("Il momento della verità", 1965), de Francesco Rosi.
- El extraño viaje (1967), de Fernando Fernán Gómez.
- ¿Quién soy yo? (1970), de Ramón Fernández.
- El pícaro (1974), de Fernando Fernán Gómez.
- El monosabio (1978), de Ray Rivas.
- Mambrú se fue a la guerra (1985), de Fernando Fernán Gómez.